# Гусев, Станислав Дмитриевич
Станислав Дмитриевич Гусев (22 июля 1937 года — 14 ноября 2012 года, Москва) — советский и российский дирижёр, педагог, художественный руководитель Государственной академической капеллы России им. А. А. Юрлова (1981—2004), Народный артист РСФСР (1988).

## Биография
Окончил факультет хорового дирижирования Московской государственной консерватории им. П. И. Чайковского.
- 1962—1967 гг. — хормейстер Ансамбля песни и пляски им. В. Локтева,
- с 1965 г. — преподавал в ГМПИ им. Гнесиных, до 1973 г. возглавлял академический хор факультета хорового дирижирования,
- 1970—1981 гг. — хормейстер Государственного академического Большого театра.
- 1981—2004 гг. — художественный руководитель Государственной академической капеллы России им. А. А. Юрлова. В этот период в репертуаре капеллы было широко представлено творчество В.Моцарта, Л.Бетховена, И. С. Баха, И.Брамса, Г.Малера, Ф.Мендельсона, Ф.Шуберта, Р.Шумана, С.Рахманинова, П.Чайковского, М.Мусоргского, Н.Римского-Корсакова, А.Бородина, С.Танеева, И. Стравинского. Также исполнялась современная отечественная классическая музыка — сочинения Г.Свиридова, В.Рубина, А.Николаева, Р. Леденева, Ю.Буцко, В. Гаврилина, О. Тактакишвили, А. Флярковского, А. Ларина, А. Вискова и других авторов.

На протяжении многих лет С. Гусев возглавлял кафедру хорового дирижирования РАМ имени Гнесиных; в истории кафедры творческая и педагогическая деятельность С. Д. Гусева занимала особое место, составляла её «золотой фонд». Начало преподавательской деятельности С. Д. Гусева в стенах Академии (тогда — ГМПИ им. Гнесиных) относится к 1965 году, когда на кафедре работали корифеи хорового исполнительства, замечательные педагоги-музыканты: А. А. Юрлов, А. В. Рыбнов и И. Г. Лицвенко, Л. М. Андреева и М. А. Богдарь, Н. В. Шварц, В. А. Благообразова, Г. Д. Рождественская… По предложению А. А. Юрлова С. Д. Гусев возглавил академический хор факультета, которым успешно руководил до 1973 года.

## Награды и звания
- Орден «За заслуги перед Отечеством» IV степени (2 августа 1997 года) — за заслуги перед  государством, большой вклад в укрепление дружбы и сотрудничества между народами, многолетнюю плодотворную деятельность в области культуры и искусства[1].
- Орден «Знак Почёта» (25 мая 1976 года) — за заслуги в развитии советского музыкального и хореографического искусства и в связи с 200-летием Государственного академического Большого театра СССР[2].
- Народный артист РСФСР (8 апреля 1988 года) — за заслуги в развитии советского музыкального искусства[3].
- Заслуженный деятель искусств РСФСР (27 ноября 1981 года) — за заслуги в области советского музыкального искусства[4].